# 中國二戰勞工
中國二戰勞工是指在第二次世界大戰期間被日軍強制擄往满洲国、日本本土、南洋等地，為當地企業工作或從事軍備工作的中國勞工。其中被送往日本本土的約有四萬人，多從事礦場、土木工程和港口工作。

## 起因
太平洋戰爭爆發后，日本大量從國內徵兵，以至本国勞動力短缺。為此，日本内阁于1942年11月27日正式通过了从中国“输入”劳工的决定，作为维持战时的经济体系的解决方法。据青島市檔案館的資料顯示，日本华北派遣军向當時效忠日本的華北政务委员会下达了在中国强制征召勞工的命令。大部分中国劳工是被日军抓走，或是被日华劳务协会与华北劳工协会以哄骗的手段招来。这个系统性的强招劳工行动被日本方面称为“猎兔作战”。日军還特別在青島设立了专門关押將要输送至日本的勞工的“勞工訓練所”。在訓練所關押期間，中國人遭受到種種非人折磨，很多人凍死餓死。有的人因不滿非人待遇而挑起暴動，遭到日軍強力鎮壓。這些中國勞工除了個別人僥倖逃出訓練所以外，在“勞工訓練所”關押一段時間之後，就會被押上運送礦石的輪船送到日本。

## 在满洲国的劳工
1937年开始，日本在满洲国实行第一次“满洲产业开发五年计划”，对劳动力的需求大增，因而转为极力从华北和东北本地征集劳工。1942～1945年8月，满洲国全面进入了“战时体制”，在劳动力更加紧缺的情况下，为加速经济掠夺以应付战争的需要，除强化从华北征集劳工外，在满洲国推行“劳务新体制”，实行“国民皆劳”，开始强制征派、抓捕劳工，增设监狱和矫正辅导院，关押被抓捕的民众，强制其在附近厂矿服苦役。
被强制征集的劳工大多在工矿企业和军事工程中工作，在饥寒交迫的情况下，每天长时间从事繁重的劳动，事故和因病死难者的尸体被随处抛弃或掩埋，形成众多万人坑，仅在阜新就有5个大型万人坑，埋有6至7万名死难劳工。在军事工程中的劳工则死亡率最高，日军因恐军事泄密，在工程完工时常杀害劳工。

## 在日本的劳工
據日本方面統計，1943年至1945年間，日本一共強行綁架169批中國人到日本，在135個工地從事繁重的體力勞動。根據日本外務省在1946年的統計，這些中國勞工中一共有6830人死在日本。
被輸送到日本的中國勞工，在日本稱為“事业场”的地方進行勞動。他們被分派到日本的煤矿、铁矿、铜矿、水银矿等矿业，发电站、隧道、山洞、地下工厂、飞机场等土木建筑业，港湾、码头、铁路车站等装卸业和造船业等各行各業中。当时日本的1都1道2府27个县都有工厂或企业使用中国劳工。勞工的工作是在日本內務省、日本警視廳以及企業監工的共同管理之下。每天工作的時間超過十小時，甚至有連續工作二十四個小時的時候。
爲了防止勞工逃逸，勞工的宿舍四周都設有高牆，有的牆上架設了電網。出入處有哨兵監視。勞工不得隨意出入宿舍與上街，大部份企業禁止勞工與中國通信。允許勞工通信的企業中，通訊要受到警察的審查，不允许勞工透露自己的現狀。由於日本政府指令在宿舍問題上要考慮防止勞工逃亡的問題，因此不少宿舍沒有窗戶，採光、通風條件差，造成中國勞工多有患皮膚病和疥瘡。而受傷和患病的中國勞工常常得不到有效或及時的治療，因此死亡率很高。在日本企業勞動期間死亡的勞工人數達到5999人。
| 行業       | 企業 | 作業場 | 人 員  |
| ---------- | ---- | ------ | ------ |
| 礦山       | 15   | 47     | 16,368 |
| 土木工程   | 15   | 63     | 15,253 |
| 港灣裝卸業 | 1    | 21     | 6,099  |
| 造船業     | 4    | 4      | 1,215  |
| 總計       | 35   | 135    | 38,935 |

### 組成
被擄至日本的中國二戰勞工中，以籍貫河北者為最多，人數在其次的有山東、山西以及河南。此外還有來自湖北、陕西、上海、广东、江苏、浙江、东北等地的。至於勞工原來的身份，則最多的是農民，其他還包括被俘的中國士兵、警察、職員、教師和學生。這些勞工中，年齡最小的為11歲，隨父親被擄至日本，最大的達到78歲。其中以青壯年為最多：20岁至29岁者達到總人數的43.78％；30岁至39岁者也占到27.24％。40至49岁者也占到14.28％，而16至19岁者有6.63％。
| 供出地域 | 供出機關     | 供出方法   | 人 員  |
| -------- | ------------ | ---------- | ------ |
| 華北     | 華北勞工協會 | 行政供出   | 24,050 |
| 華北     | 華北勞工協會 | 訓練生供出 | 10,677 |
| 華北     | 華北運輸公司 | 特別供出   | 1,061  |
| 華中     | 日華勞工協會 | 自由募集   | 1,455  |
| 華中     | 國民政府機關 | 特別供出   | 682    |
| 滿州     | 福昌華工會社 | 特別供出   | 1,020  |
| 總計     |              |            | 38,935 |

### 花冈暴动
花冈暴动又稱花冈慘案、花冈事件、花冈起義。1944年8月、1945年4月，1945年5月，分別有300、600、100名中國勞工被輸送到日本的花冈中山寮铜矿事業場，為當時稱為“鹿岛组”（今鹿岛建设公司）的公司從事修改河道的苦工（實際上共有979人抵達）。由於無法承受惡劣的工作與生活環境，以及監工的打罵摧殘，半年中有超過200名中國勞工死亡。被擄勞工中原屬国民革命军第十五军六十四师一九一团二营五连上尉连长的耿谆暗中組織反抗，並于1945年6月30日晚發起暴動，在耿谆的指挥下，劳工们打死监工，逃往中山寮附近的狮子森山。暴动震惊了日本朝野，日本政府立即出动两万军警對參與暴動的中國勞工进行围捕枪杀。翌日，余生的中国劳工全部被俘。被俘的中国劳工被捆绑双手，跪在铺着石子的共乐馆广场上，三天三夜不得飲水進食，遭受日晒雨淋，侮辱毒打，死傷極多。耿谆被以主谋杀人罪判处死刑（后改判无期徒刑），另有12人被判以时间不等的有期徒刑。據事後統計，這批勞工中一共418人死於日本。

### 刘连仁事件
刘连仁是山东高密人，1944年9月他被绑架到日本北海道昭和煤矿做劳工，因劳动环境恶劣和日本监工的虐待，刘连仁于1945年7月30日逃到北海道山中，在山中躲藏13年之久，直到1958年被当地猎户发现。

## 索賠
根據《大日本帝國憲法》，日本政府不必就國家行為對中國二戰勞工補償。日本政府也認為隨著《舊金山條約》及後訂的相關條約，補償問題已經解決
。
目前在日本企業多起中國勞工等有關對日戰爭索陪案。受到2007年日本最高法院做出的“依據1972年《日中聯合聲明》，中方失去裁判請求權”的判決後，原告連遭敗訴。另一個，是時效問題，依據日本法律，追求賠償的時限只有20年因而成為訴訟的困難。

### 鹿島建設
1987年，由曾經經歷過花崗暴動的中國勞工組成的“花冈受难者联谊会”向日本鹿岛建设株式会社提出索償。具體要求有：谢罪、在日本大馆市和北京建設纪念馆，以及赔偿每个受难者500万日元。1995年6月，正式在东京提起诉讼。
2000年11月29日，在日本东京高等法院主持下，日本律師團代表原告与被告达成“和解”。鹿島建設在不承認法律責任的前提下，向中國紅十字會信託5億日圓成立“花崗和平友好基金”，用於所有花崗事件受害者及其遺屬的生活援助和教育補貼，是首宗和解個案。然而，部份原告以及遇難者遺屬不認同此次判決。

### 日本冶金工業
日本冶金工業在二戰中強擄中國人到日本京都府加悦町(现为與謝野町)大江山鎳礦工作。2009年9月29日，冶金工業同意賠償2100萬日元。

### 西松建設
西松建設的前身「西松組」在1944年6月至1945年1月年間強擄了183名中國人到日本新潟工作。2010年4月26日，西松建設同意賠償1.28億日元。

4月27日中國勞工原告方因西松建設提出「要求在和解條款中寫上中國人的請求權已喪失，在此情況下給予適當的救濟」，認為是侮辱，故拒絕接受賠償以表不滿。

### 三菱材料公司
三菱材料公司及舊日本政府在二戰期間強擄3563名中國人到日本9個地方工作，其中704人死亡。2010年8月，部份受害者打算在山東提出索償，三菱總公司已承認指控並願意負責。2016年，三菱正式向中國二戰勞工及家屬道歉及賠償每人10萬人民幣。2022年11月27日举行的日中友好与历史责任研讨会上有關人士表示三菱综合材料公司已對1290户中国受害劳工家庭支付1.29亿元人民币赔偿。